# Ale (album)
Ale je čtvrté studiové album, který se skupinou Indigo nahrál Peter Nagy. Album vydalo hudební vydavatelství Opus v roce 1987.
Album bylo výrazným přelomem v tvorbě Petra Nagyho. Nachází se na něm několik skladeb, které silně připomínají Petrovy folkové začátky. Na jeho nahrávání se skupinou Indigo spolupracovalo několik hostů. Jsou na něm nahrané i dva známé duety „Motýle zblízka“ (s Vašem Patejdlem) a „Psy sa bránia útokom“ (s Jožom Rážem), jakož i zajímavý pokus o spojení etnohudby s texty Petra Nagy v písních „Tetovaný otáznik“ a „Nemé jazerá“.

## Seznam skladeb
1. „Usmievaj sa“ (J. Kinček/ P. Nagy) – 5:27
2. „Ale“ (J. Kinček/ P. Nagy) – 3:03
3. „Noc je lacné lietadlo“ (P. Nagy/ P. Nagy) – 3:56
4. „Dominik je miestny blázon“ (P. Nagy/ P. Nagy) – 2:58
5. „Predavač dymu“ (J. Kinček/ P. Nagy) – 3:10
6. „Motýle zblízka“ (J. Kinček/ P. Nagy) – 2:58
7. „Psi sa bránia útokom“ (J. Kinček/ P. Nagy) – 3:27
8. „Až sa znova narodím“ (J. Kinček/ P. Nagy) – 2:32
9. „Mesto dýcha“ (P. Nagy/ P. Nagy) – 3:32
10. „Nenechaj vyhrať cynikov“ (P. Nagy/ P. Nagy) – 3:54
11. „Každý muzikant (nosí slzu na duši)“ (P. Nagy/ P. Nagy) – 2:54
12. „Tetovaný otáznik“ (P. Nagy/ P. Nagy) – 6:12 (spolu se skladbou „Nemé jazerá“)
13. „Nemé jazerá“ (P. Nagy/ P. Nagy)

## Výroba alba

### Skupina Indigo
- Peter Nagy – zpěv, akustická kytara, elektrická kytara, harmonika
- Ladislav Kozusznik – elektrická a akustická kytara, vokály
- Peter Zvolenčák – klávesové nástroje, vokály
- Ľuboš Kasala – klávesové nástroje, perkuse
- Pavol Matuška – basová kytara, vokály
- Miroslav Okáľ – bicí nástroje, perkuse

### Hosté
- Jozef Ráž – zpěv (7)
- Václav Patejdl – klavír (6, 7), zpěv (6)
- Anton Jaro – basová kytara (1, 6, 9)
- Imran Musa Zangi – konga, bonga, talking drum (10, 12, 13)
- Karol Lago – altsaxofon
- Vokálna skupina Trend (7, 12)

### Spolupráce
- Peter Smolinský, Ján Lauko – hudební režie
- Jozef Krajčovič – zvuková režie
- Štefan Danko – odpovědný redaktor
- R. Němeček – design
- Radko Varbanov – fotografie